# José Gener Batet
José Gener Batet (Arbós, 30 de noviembre de 1831 - Barcelona, 7 de mayo de 1900) fue un empresario y mecenas español, también militar, activo entre España y Cuba en la segunda mitad del siglo XIX.

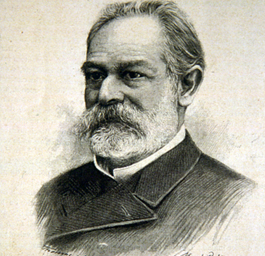
José Gener hacia 1890

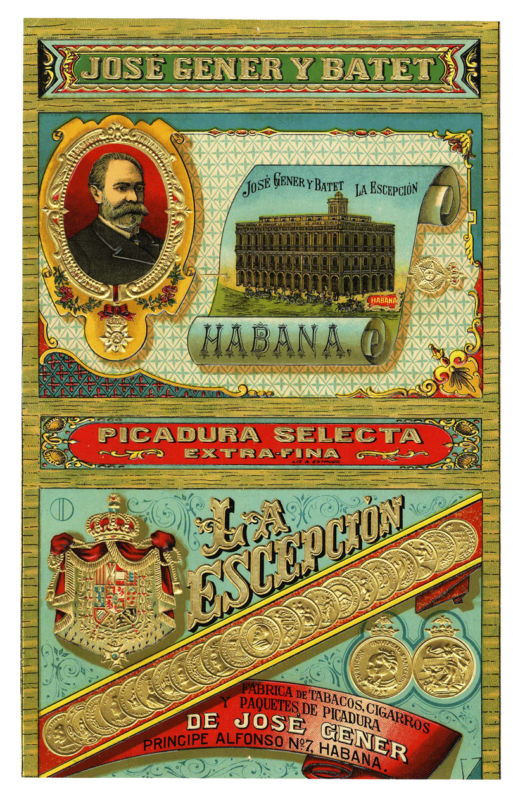
Marca de tabaco La Escepción

## Biografía
José Gener nació en la villa de Arbós (Bajo Penedés) en 1831. Su padre era carpintero carretero, especializado en la fabricación de toneles, barricas para contener vinos y alcoholes que se exportaban a Cuba y resto de  colonias por los puertos del Vendrell y otros cercanos a Tarragona. Su madre Antonia Batet Suriol ayudaba a su marido todo el tiempo que la atención de sus 10 hijos la permitían. Ante este panorama, el matrimonio Gener-Batet, envía a su hijo José con tan solo 13 años a Cuba, con su tío Miguel Jané y Gener, residente en Pinar del Río y fundador de la Majagua, una de las más antiguas fábricas de tabaco de Cuba. Más tarde marchó a La Habana para trabajar como dependiente en una tienda de tabaco. Muy pronto se pudo comprar una plantación de tabaco llamada el Hoyo de Monterrey.
En 1865 fundó la marca La Escepción, con una gran producción de puros. También comercializó la marca de tabaco cubano Gener, conocida todavía hoy en día, e incluyó en su actividad el comercio de azúcar. En 1861 casó con Francisca Seycher de León, una rica criolla nacida en Luisiana con quien tuvo una hija: Lutgarda Gener y Seycher, casada en primeras nupcias con Francisco Torres Florest y en segundas con Pablo Torres y Picornell. Tampoco dejó de lado la política de ese momento, ya que fue director de la Sociedad de Beneficencia Catalana durante tres períodos (1875-76, 1883-84 y 1887-88) y veló por la unidad de Cuba con España, aunque el final no se consiguiera por la intervención de los EEUU.
No quedaría muy bien en la historia de cubana porque le tocó presidir el consejo de guerra, en su condición de Coronel del sexto Batallón de Voluntarios de La Habana, que condenó a los ocho estudiantes cubanos de Medicina fusilados el 27 de noviembre de 1871  por la profanación de las tumbas de los periodistas Castañón y Guzmán, ambos héroes del partido  gubernamental.
Enriquecido, en 1873 regresó a España, donde patrocinó en Arbós la llegada de aguas a la población, que venían de la fuente de Lligamosques en 1878. Pagó también la restauración del altar mayor de la parroquia de San Julián y la urbanización del Raval, la actual rambla. En 1873 inició la construcción del Palacio Gener que acabó en 1889 y el mismo año publicó el Proyecto para resolver la grave cuestión económica de la isla de Cuba y envió un ejemplar al ministerio de Ultramar, a través del que explicaba la delicada situación cubana y proponía a la vez soluciones. Participó intensamente con sus ya famosas marcas en la Exposición Universal de Barcelona, celebrada en 1888, donde construyó un pabellón propio dentro del recinto ferial rematado con una estatua de Cristóbal Colón de 2,20 metros de altura, réplica de la que el propio escultor, Rafael Atché y Ferré esculpiría para rematar el emblemático monumento a Colón del puerto barcelonés. Volvió a Cataluña en 1889 y murió en Barcelona en 1900.